# Maquinilla de cortar pelo

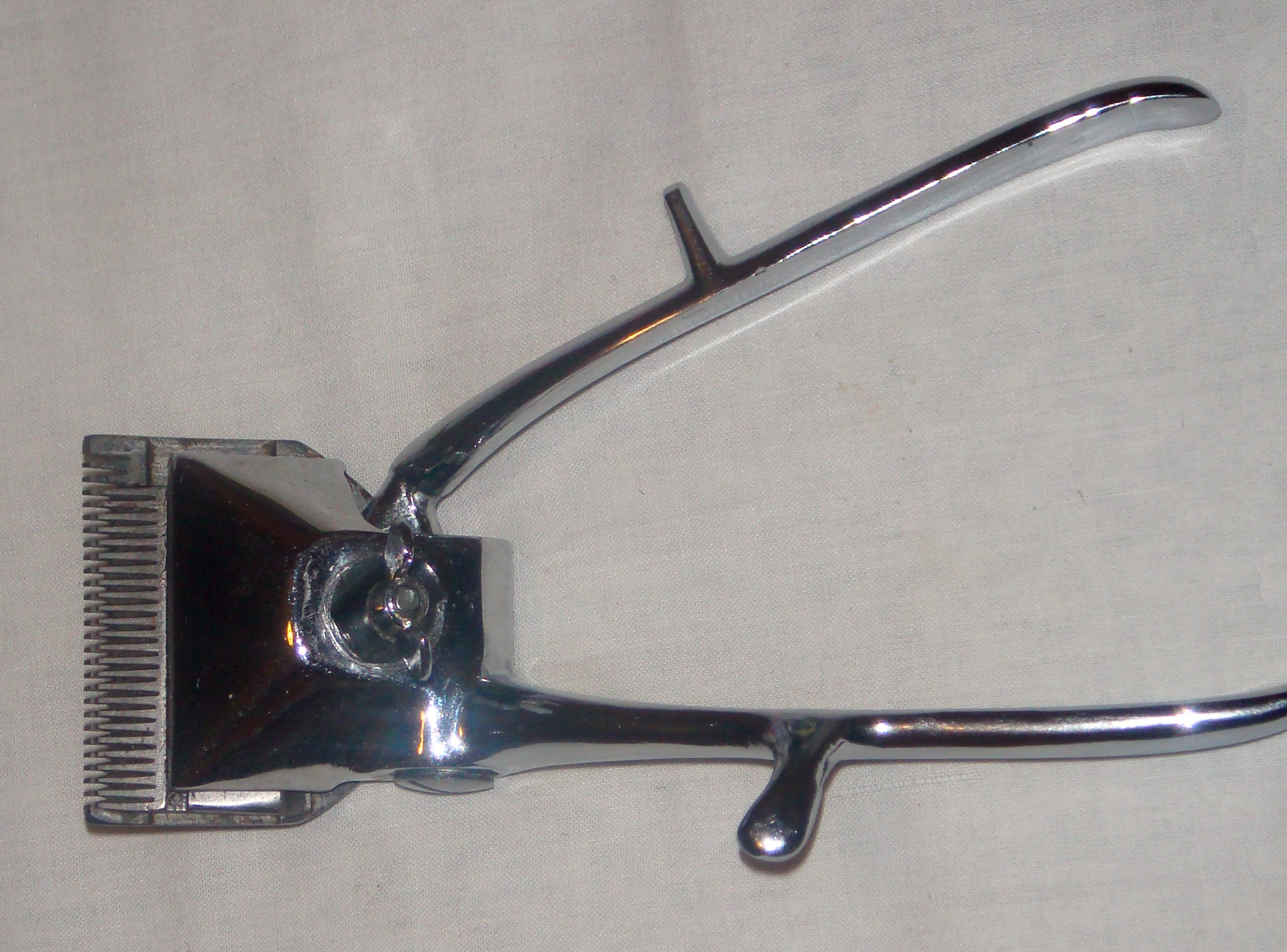
Maquinilla de cortar pelo manual.

Una maquinilla de cortar pelo, barikan, maquinilla de cortar cabello o simplemente maquinilla o cortapelos, es una herramienta especializada para cortar o recortar el pelo humano. No se debe confundir con la maquinilla de afeitar que se utiliza para eliminar el pelo de la cabeza y del cuerpo.

## Historia de la maquinilla manual
La máquina de cortar pelo manual fue inventada entre 1850 y 1890 por Nikola Bizumić, un barbero serbio. Si bien fueron ampliamente utilizadas en el pasado, la llegada y su reducción en el costo de las máquinas de cortar el cabello eléctricas, llevaron a su reemplazo en la mayoría de las ocasiones.

## Historia de la maquinilla eléctrica

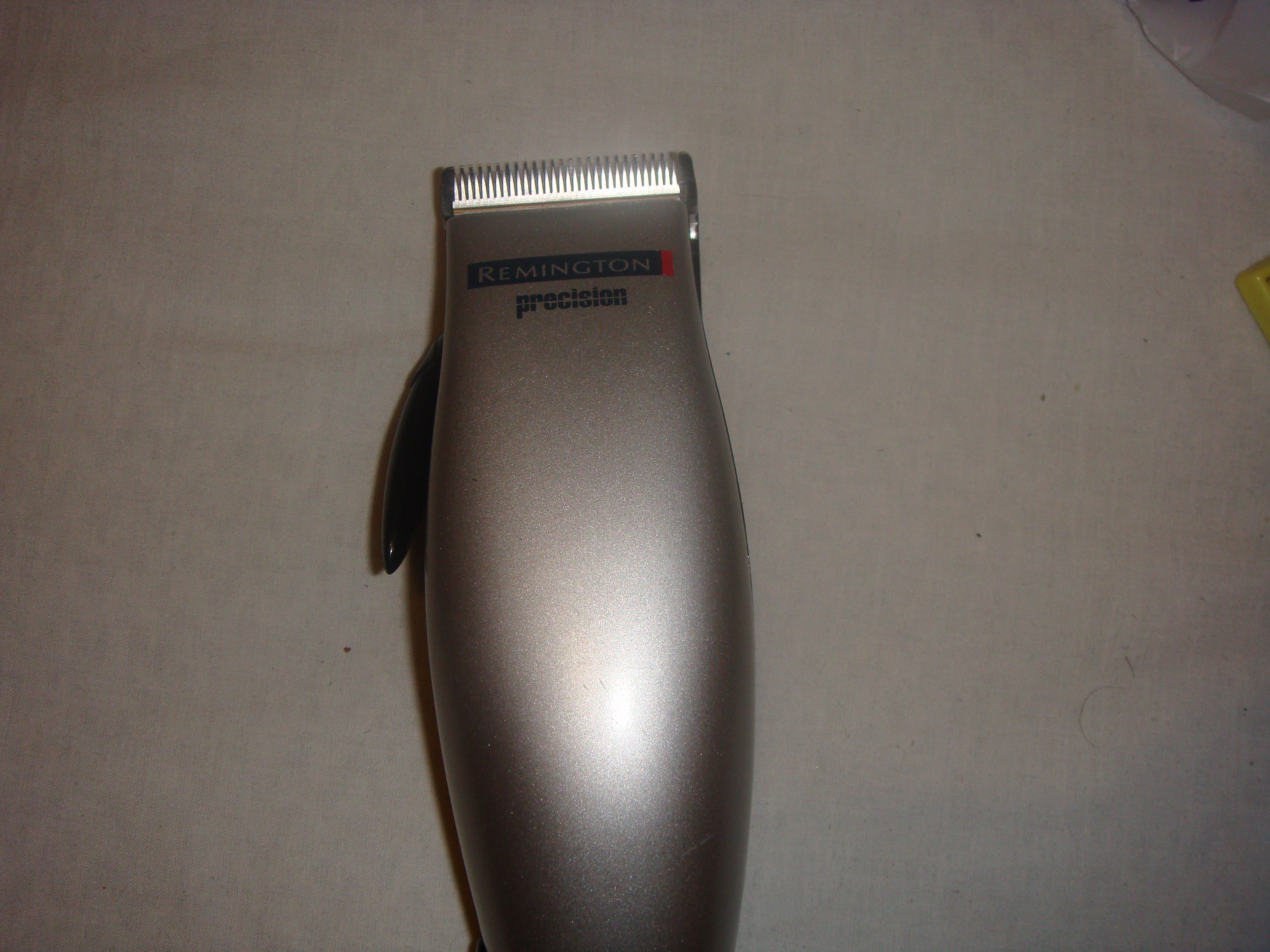
Maquinilla de cortar pelo eléctrica.

A principios de 1921 Mathew Andi comenzó en el sótano de casa la producción del primer modelo operativo de una maquinilla de cortar pelo eléctrica.
Con el tiempo, la maquinilla de cortar pelo eléctrica ha ido sustituyendo gradualmente las maquinillas manuales. Hoy en día las máquinas eléctricas son ampliamente utilizadas por los barberos y peluqueros en la mayoría de países industrializados.
Cada número equivale a 3 mm o bien 1/8 de pulgada (similar: 3,175 mm).
- Al 0 sería cortar el pelo sin el accesorio, es decir, rapar (el pelo queda un poco más largo que cuando es afeitado (1/25" ≈ 1mm)).
- Al 1 sería dejar 3 mm o 1/8" de longitud de pelo.
- Al 2 sería dejar 6 mm o 2/8" de longitud de pelo.
- Al 3 sería dejar 9 mm o 3/8" de longitud de pelo.
- Al 4 sería dejar 12 mm o 4/8" de longitud de pelo.
- Al 5 sería dejar 15 mm o 5/8" de longitud de pelo.
- Al 6 sería dejar 18 mm o 6/8" de longitud de pelo.
- Al 7 sería dejar 21 mm o 7/8" de longitud de pelo.